# Vórtice de Burgers
Em dinâmica de fluidos, o vórtice de Burgers ou vórtice de Burgers–Rott é uma solução exata para as equações de Navier-Stokes governando fluxo viscoso, em homenagem a Jan Burgers e Nicholas Rott.  O vórtice de Burgers descreve um fluxo estacionário auto-similar.
Um fluxo radial para dentro tende a concentrar vorticidade em uma coluna estreita em torno do eixo de simetria, enquanto um alongamento axial faz com que a vorticidade aumente. Ao mesmo tempo, a difusão viscosa tende a espalhar a vorticidade.  O vórtice de Burgers estacionário surge quando os três efeitos estão em equilíbrio.
O vórtice de Burgers, além de servir como uma ilustração do mecanismo de alongamento de vórtice, pode descrever fluxos como tornados, onde a vorticidade é fornecida pelo alongamento contínuo do vórtice acionado por convecção.

## Campo de fluxo
O fluxo para o vórtice Burgers é descrito em coordenadas cilíndricas {\displaystyle (r,\theta ,z)}.  Assumindo simetria axial (sem dependência {\displaystyle \theta }), o campo de fluxo associado ao fluxo do ponto de estagnação axissimétrico é considerado:
{\displaystyle v_{r}=-\alpha r,}
{\displaystyle v_{z}=2\alpha z,}
{\displaystyle v_{\theta }={\frac {\Gamma }{2\pi r}}g(r),}
onde {\displaystyle \alpha >0} (taxa de deformação) e {\displaystyle \Gamma >0} (circulação) são constantes.  O fluxo satisfaz a equação de continuidade pelas duas primeiras equações acima. A equação do momento azimutal das equações de Navier-Stokes então se reduz a
{\displaystyle r{\frac {d^{2}g}{dr^{2}}}+\left({\frac {\alpha r^{2}}{\nu }}-1\right){\frac {dg}{dr}}=0}
onde {\displaystyle \nu } é a viscosidade cinemática do fluido.  A equação é integrada com a condição {\displaystyle g(\infty )=1} de modo que no infinito a solução se comporta como um vórtice potencial, mas em localização finita o fluxo é rotacional.  A escolha {\displaystyle g(0)=0} garante {\displaystyle v_{\theta }=0} no eixo.  A solução é
{\displaystyle g=1-\exp \left(-{\frac {\alpha r^{2}}{2\nu }}\right).}
A equação de vorticidade fornece apenas um componente não trivial na direção {\displaystyle z}, dado por
{\displaystyle \omega _{z}={\frac {\alpha \Gamma }{2\pi \nu }}\exp \left(-{\frac {\alpha r^{2}}{2\nu }}\right).}
Intuitivamente, o fluxo pode ser entendido observando os três termos na equação de vorticidade para {\displaystyle \omega _{z}},
{\displaystyle -\alpha r{\frac {d\omega _{z}}{dr}}=2\alpha \omega _{z}+{\frac {\nu }{r}}{\frac {d}{dr}}\left(r{\frac {d\omega _{z}}{dr}}\right).}
O primeiro termo do lado direito da equação acima corresponde ao alongamento do vórtice que intensifica a vorticidade do núcleo do vórtice devido ao componente da velocidade axial {\displaystyle v_{z}=2\alpha z}.  A vorticidade intensificada tenta se difundir radialmente para fora devido ao segundo termo no lado direito, mas é impedida pela convecção de vorticidade radial devido a {\displaystyle v_{r}=-\alpha r} que surge no lado esquerdo da equação acima. O equilíbrio tripartido estabelece uma solução estável. O vórtice de Burgers é uma solução estável das equações de Navier-Stokes.

### A solução instável de Kambe
Em 1984, Tsutomu Kambe forneceu uma solução exata das equações de Navier Stokes dependentes do tempo para funções arbitrárias {\displaystyle \alpha =\alpha (t)}.  Em particular, quando {\displaystyle \alpha } é constante, o campo de vorticidade {\displaystyle \omega (r,t)} com uma distribuição inicial arbitrária {\displaystyle \Omega (r)=\omega (r,0)} é dado por
{\displaystyle \omega (r,t)={\frac {\alpha }{2\pi \nu (1-e^{-2\alpha t})}}\iint \Omega \left({\sqrt {\xi _{1}^{2}+\eta _{1}^{2}}}~\right)\exp \left[{\frac {-(x-\xi _{1}e^{-\alpha t})^{2}-(y-\eta _{1}e^{-\alpha t})^{2}}{(2\nu /\alpha )(1-e^{-2\alpha t})}}\right]\,d\xi _{1}d\eta _{1}.}
Como {\displaystyle t\rightarrow \infty }, o comportamento assintótico é dado por
{\displaystyle \omega (r,t)={\frac {\alpha }{2\pi \nu }}\exp \left(-{\frac {\alpha r^{2}}{2\nu }}\right)\left[\Gamma +e^{-2\alpha t}\int _{0}^{\infty }\Omega (s)\left({\frac {\alpha r^{2}}{2\nu }}-1\right)\left({\frac {\alpha s^{2}}{2\nu }}-1\right)2\pi s\,ds+O(e^{-4\alpha t})\right],\qquad \Gamma =\int _{0}^{\infty }\Omega (s)2\pi s\,ds}
Assim, dado que {\displaystyle \Gamma \neq 0}, uma distribuição de vorticidade arbitrária se aproxima do vórtice de Burgers.  Se {\displaystyle \Gamma =0}, digamos que no caso em que a condição inicial é composta por dois vórtices iguais e opostos, então o primeiro termo é zero e o segundo termo implica que a vorticidade decai para zero conforme {\displaystyle t\rightarrow \infty .}.

## Camada de vórtice de Burgers
Camada (ou lâmina) de vórtice de Burgers é uma camada de cisalhamento tensa, que é um análogo bidimensional do vórtice de Burgers. Esta também é uma solução exata das equações de Navier-Stokes, descritas pela primeira vez por A. A. Townsend em 1951.  O campo de velocidade {\displaystyle (v_{x},v_{y},v_{z})} expresso nas coordenadas cartesianas são
{\displaystyle v_{x}=-\alpha x,}
{\displaystyle v_{z}=\alpha z,}
{\displaystyle v_{y}=U\operatorname {erf} \left({\frac {{\sqrt {\alpha }}x}{\sqrt {2\nu }}}\right),}
onde {\displaystyle \alpha >0} é a taxa de deformação, {\displaystyle v_{y}(+\infty )=U} e {\displaystyle v_{y}(-\infty )=-U}.  O valort {\displaystyle 2U} é interpretado como a força da camada de vórtice. A equação de vorticidade fornece apenas um componente não trivial na direção {\displaystyle z}, dado por
{\displaystyle \omega _{z}={\frac {2U}{\sqrt {2\pi }}}{\sqrt {\frac {\alpha }{\nu }}}\exp \left(-{\frac {\alpha x^{2}}{2\nu }}\right).}
A camada de vórtice de Burgers mostra-se instável a pequenas perturbações por K. N. Beronov e S. Kida passando assim por instabilidade Kelvin-Helmholtz inicialmente, seguida por segundas instabilidades e possivelmente fazendo a transição para vórtices de Kerr–Dold.

## Vórtices de Burgers não axissimétricos
Vórtices de Burgers não axissimétricos emergem em fluxos tensos não axissimétricos.  A teoria do vórtice de Burgers não axissimétrico para vórtices com pequenos números de Reynolds {\displaystyle Re=\Gamma /(2\pi \nu )} foi desenvolvido por A. C. Robinson e Philip Saffman em 1984, enquanto Keith Moffatt, S. Kida e K. Ohkitani desenvolveu a teoria para {\displaystyle Re\gg 1} em 1994.  A estrutura de vórtices de Burgers não axissimétricos para valores arbitrários do número de Reynolds do vórtice pode ser discutido através de integrações numéricas. O campo de velocidade assume a forma
{\displaystyle v_{x}=-\alpha x+u(x,y),}
{\displaystyle v_{y}=-\beta y+v(x,y),}
{\displaystyle v_{z}=\gamma z}
submetido à condição {\displaystyle \gamma =\alpha +\beta }.  Sem perda de generalidade, assume-se {\displaystyle \alpha >0} e {\displaystyle \gamma >0}.  A seção transversal do vórtice está no plano {\displaystyle xy}, fornecendo um componente de vorticidade diferente de zero na direção {\displaystyle z}
{\displaystyle \omega _{z}={\frac {\partial u}{\partial y}}-{\frac {\partial v}{\partial x}}.}
O vórtice axissimétrico de Burgers é recuperado quando {\displaystyle \alpha =\beta =\gamma /2} enquanto a camada de vórtice de Burgers é recuperada quando {\displaystyle \alpha =\gamma } e {\displaystyle \beta =0}.

## Vórtices de Burgers em superfícies cilíndricas de estagnação
A solução explícita das equações de Navier-Stokes para o vórtice de Burgers em superfícies de estagnação cilíndricas esticadas foi resolvida por P. Rajamanickam e A. D. Weiss. A solução é expressa no sistema de coordenadas cilíndricas da seguinte forma
{\displaystyle v_{r}=-\alpha \left(r-{\frac {r_{s}^{2}}{r}}\right),}
{\displaystyle v_{z}=2\alpha z,}
{\displaystyle v_{\theta }={\frac {\Gamma }{2\pi r}}P\left(1+{\frac {\alpha r_{s}^{2}}{2\nu }},{\frac {\alpha r^{2}}{2\nu }}\right),}
onde {\displaystyle \alpha >0} é a taxa de deformação, {\displaystyle r_{s}\geq 0} é a localização radial da superfície de estagnação cilíndrica, {\displaystyle \Gamma >0} é a circulação e {\displaystyle P} é a função gama regularizada.  Esta solução nada mais é do que o vórtice do Burgers na presença de um fonte de linhas com força da fonte {\displaystyle Q=2\pi \alpha r_{s}^{2}}.  A equação de vorticidade fornece apenas um componente não trivial na direção {\displaystyle z}, dado por
{\displaystyle \omega _{z}={\frac {\alpha \Gamma }{2\pi \nu {\tilde {\Gamma }}(1+\alpha r_{s}^{2}/2\nu )}}\left({\frac {\alpha r^{2}}{2\nu }}\right)^{\alpha r_{s}^{2}/2\nu }\exp \left(-{\frac {\alpha r^{2}}{2\nu }}\right)}
onde {\displaystyle {\tilde {\Gamma }}} na expressão acima é a função gama.  Como {\displaystyle r_{s}\rightarrow 0}, a solução se reduz à solução de vórtice de Burgers e como {\displaystyle r_{s}\rightarrow \infty }, a solução se torna a solução da camada de vórtice de Burgers. Também existe uma solução explícita para o vórtice Sullivan em superfície de estagnação cilíndrica.

## Vórtice de Sullivan
Em 1959, Roger D. Sullivan estendeu a solução do vórtice de Burgers por considerar a solução da forma
{\displaystyle v_{r}=-\alpha r+{\frac {1}{r}}f(\eta ),}
{\displaystyle v_{z}=2\alpha z\left[1-{\frac {f'(\eta )}{2\nu }}\right],}
{\displaystyle v_{\theta }={\frac {\Gamma }{2\pi r}}{\frac {g(\eta )}{g(\infty )}},}
onde {\displaystyle \eta =\alpha r^{2}/(2\nu )}.  As funções {\displaystyle f(\eta )} e {\displaystyle g(\eta )} são dadas por
{\displaystyle f(\eta )=6\nu (1-e^{-\eta }),}
{\displaystyle g(\eta )={\frac {\nu }{\alpha }}\int _{0}^{\eta }t^{3}\exp \left[-t-\operatorname {Ei} (-t)\right]\,\mathrm {d} t}
onde {\displaystyle \operatorname {Ei} } é a integral exponencial e {\displaystyle g(\infty )=6.1714469\dots }.  Para o vórtice de Burgers {\displaystyle v_{r}<0}, {\displaystyle v_{\theta }>0} e {\displaystyle v_{z}/z>0}são sempre positivas. O resultado de Sullivan mostra que {\displaystyle v_{r}>0} para {\displaystyle \eta \leq 2.821} e {\displaystyle v_{z}/z<0} para {\displaystyle \eta \leq 1.099}.  Assim, o vórtice de Sullivan se assemelha ao vórtice de Burgers para {\displaystyle \eta >2.821}, mas desenvolve uma estrutura de duas células perto do eixo devido à mudança de sinal de {\displaystyle v_{z}/z}.

### Vórtice de Sullivan em superfícies de estagnação cilíndricas
O vórtice de Sullivan em superfícies de estagnação cilíndricas tem os seguintes componentes de velocidade:
{\displaystyle v_{r}=-\alpha \left(r-{\frac {r_{s}^{2}}{r}}\right)+{\frac {1}{r}}f(\eta ),}
{\displaystyle v_{z}=2\alpha z\left[1-{\frac {f'(\eta )}{2\nu }}\right],}
{\displaystyle v_{\theta }={\frac {\Gamma }{2\pi r}}{\frac {g(\eta )}{g(\infty )}},}
onde {\displaystyle \eta =\alpha r^{2}/(2\nu )},
{\displaystyle f(\eta )=2\nu (3-\eta _{s})(1-e^{-\eta }),}
{\displaystyle g(\eta )={\frac {\nu }{\alpha }}\int _{0}^{\eta }t^{3}\exp \left[-t+(\eta _{s}-3)\operatorname {Ei} (-t)\right]\,\mathrm {d} t.}
Observe que a localização da superfície cilíndrica de estagnação não é mais dada por {\displaystyle r=r_{s}}(ou equivalentemente {\displaystyle \eta =\eta _{s}}), mas é dado por
{\displaystyle \eta _{\operatorname {stag} }=3+W_{0}[e^{-3}(\eta _{s}-3)]}
onde {\displaystyle W_{0}} é o principal ramo da função W de Lambert.  Por isso, {\displaystyle r_{s}} aqui deve ser interpretado como a medida da força volumétrica da fonte {\displaystyle Q=2\pi \alpha r_{s}^{2}} e não a localização da superfície de estagnação.